# パラリンアート
パラリンアートは、障害者のアートビジネスモデルの総称。『障がい者アーティスト自らが才能を糧に変え、経済的自立を目指す』ことを支援するのが目的とされる。
2007年12月、社会福祉法人の理事長より販促協力の要請を受け、運営事務局として推進。2008年6月より全国の社会福祉法人・NPO・アート工房と連携し作品を登録。作者は一切の負担を負わないノーリスクシステムである。登録した作品の版権を活用したレンタルアート・ノベルティー・版権貸与などの利益の50%が作者報酬として支払われる。
2009年4月、毎日新聞の取材で作者の田久保妙、ソニー生命保険の賛同の支援記事が話題となり、全国に普及。過疎地域や離島の作者でも仕事として成立するため、地域密着で継続支援できる賛同企業が全国で参加し活動支援している。
2009年12月、ソーシャルビジネスモデルとして、日本企業家協議会【特別賞】財団法人川崎市産業振興財団【企業家賞】を受賞。最終的には、障害者の職域としてアートビジネスを成立させ、障害児の創作活動参加を啓発し、アートセラピー効果による親の育児軽減と障害者の社会参加促進を図る活動として定着することを目指している。